# Picumnus varzeae
Picumnus varzeae е вид птица от семейство Picidae. Видът е застрашен от изчезване.

## Разпространение
Видът е разпространен в Бразилия.